# Heterotrichoncus pusillus
Genre
Espèce
Synonymes
- Trichoncus pusillus Miller, 1958

Heterotrichoncus pusillus, unique représentant du genre Heterotrichoncus, est une espèce d'araignées aranéomorphes de la famille des Linyphiidae.

## Distribution
Cette espèce se rencontre en Espagne, en France, en Albanie, en Autriche, en Tchéquie, en Slovaquie, en Ukraine et en Russie.

## Description
La femelle mesure 1,35 mm.

## Systématique et taxinomie
Cette espèce a été décrite sous le protonyme Trichoncus pusillus par Miller en 1958. Elle est placée dans le genre Heterotrichoncus par Wunderlich en 1970.

## Publications originales
- Miller, 1958 : « Drei neue Spinnenarten aus den mährischen Steppengebieten. » Věstník Československé zoologické společnosti, vol. 22, p. 148-155.
- Wunderlich, 1970 : « Zur Synonymie einiger Spinnen-Gattungen und -Arten aus Europa und Nordamerika (Arachnida: Araneae). » Senckenbergiana biologica, vol. 51, p. 403-408.